# Hyttkvarn
Hyttkvarn är en by i Rönnäs fjärding, Leksands socken, Leksands kommun.
Byn är troligen såsom namnet antyder en hyttplats, där man senare uppfört kvarnar. Efter en på ungefär 300 meter efter Hyttkvarnsån i byn finns ett område med hyttslagg. Rällsjöbo gruvor, inte långt från byn, bröts på 1590-talet, och då fanns förmodligen en hytta i närheten. Den låg troligen vid Hyttkvarn.
I 1663 års fäbod- och skvaltkvarnsinventering nämns Uthi Hytteqwarns-Strömen 3 st:n Qvarnar som Slättebärgh, Almbärgh och biörckebärgzkarlarne brucka, dessutom 2 st:n som Vllewijkarlarne, Jtem Tyble, Almbärgh och Romakarlarne brucka. Som ortnamn förekommer dock Hyttkvarn första gången i 1694 års dombok. Sigvard Montelius har då åfterfunnit en notering om Per Matsson i Tronsboda som varit i Hyttkvarn och malt, och har funnit det sannolikt att det omtalade Tronsboda är identiskt med Hyttkvarn. Tronsbo finns upptaget i 1670 års revningslängd som en fäbod, där fem bönder från Almberg hade fäbodar. Antagandet styrks av att storskifteshandlingarna från 1820-talet nämner Tronsbo eller Hytteqvarnen. Byn ligger för övrigt vid östra foten av Tronsberget.
Troligen har byn haft fast bebyggelse länge, även om många gårdar växlat mellan att vara fäbodar och fast bebodda gårdar. Redan i 1628 års bänklängd finns en bonde i Tronsboda upptagen. I mantalslängden 1668 har Tronsbo hela 6 hushåll men dock bara 10 vuxna personer. I en förteckning över antalet nattvardsgångar för byarna i Leksand nämns 14 vuxna personer från Tronsboda. Mantalslängden 1750 upptar 3 och mantalslängden 1766 2 gårdar.
I samband med storskiftet fanns sex fäbodgårdar och en fast bosatt familj. Åren därefter ökar sakta antalet bofasta till som mest 6 familjer. 3 av dessa gårdar var fortfarande bebodda 1970. Sista fäbodvistelse var 1915, och endast en av fäbodgårdarna stod kvar på 1980-talet.
Omkring sekelskiftet 1900 startades en kalkmjölsfabrik i Hyttkvarn. Alla byggnader är idag rivna.